# Fronteira Quénia–Somália
A fronteira entre o Quênia e a Somália é uma linha de 682 km de extensão, sentido norte-sul, formada por três techos quase retilíneos, que separa o leste do Quênia do território da Somália. É cortada pela linha do Equador em Liboi (Que), no norte faz a tríplice fronteira das duas nações com a Etiópia e vai até o sul no litoral do Oceano Índico. Separa  as províncias quenianas de Nordeste e Costa das somalis de Gedo e Jubbada Hoose. 
A fronteira foi sendo definida desde o século XIX ao longo de diversos conflitos entre os colonizadores da região: Reino Unido e Itália da Somália (independência em 1960), Reino Unido de Quênia, com sua independência em 1963.